# José Bustamante (labdarúgó, 1922)
José Bustamante (1922. március 5. – ?) válogatott bolíviai labdarúgó.
A bolíviai válogatott tagjaként részt vett az 1946-os, az 1947-es az 1949-es és az 1953-as Dél-amerikai bajnokságon, illetve az 1950-es világbajnokságon.

## Külső hivatkozások
- José Bustamante (labdarúgó, 1922) – a FIFA adatbázisában